# Пеццуто, Луиджи
Луиджи Пеццуто (итал. Luigi Pezzuto; род. 30 апреля 1946, Сквинцано, королевство Италия) — итальянский прелат и ватиканский дипломат. Титулярный архиепископ Туррис ин Проконсулари с 7 декабря 1996. Апостольский нунций в Габоне и Республике Конго с 7 декабря 1996 по 22 мая 1999. Апостольский нунций в Танзании с 22 мая 1999 по 2 апреля 2005. Апостольский нунций в Сальвадоре с 2 апреля 2005 по 17 ноября 2012. Апостольский нунций в Белизе с 7 мая 2005 по 17 ноября 2012. Апостольский нунций в Боснии и Герцеговине и Черногории с 17 ноября 2012 по 31 августа 2021. Апостольский нунций в Монако с 16 января 2016 по 25 мая 2019.